# ۲٬۶-دی-ترت-بوتیل‌پیریدین
۲،۶-دی-ترت-بوتیل‌پیریدین (به انگلیسی: 2,6-Di-tert-butylpyridine) با فرمول شیمیایی C۱۳H۲۱N یک ترکیب شیمیایی با شناسه پاب‌کم ۶۸۵۱۰ است. که جرم مولی آن ۱۹۱٫۳۱۲۵ g/mol می‌باشد. شکل ظاهری این ترکیب، مایع بی‌رنگ است.